# Samuel Rubio
Samuel Rubio Calzón, (Posada de Omaña (es), 20 août 1912 - Madrid, 15 mars 1986), est un moine de l'Ordre de Saint Augustin, musicologue et organiste espagnol, fondateur et premier président de la Société espagnole de musicologie.

## Biographie

### Premières années
Samuel Rubio naît à Posada de Omaña, León le 20 août 1912 au sein d'une famille modeste ; son frère Luciano, également moine, est expert en langue hébraïque. Il commence ses premières études d'humanités dans l'école du village, puis approfondit la connaissance du latin avec le père Cancio comme précepteur à Vegarienza. En 1927, à l'âge de quinze ans, il se rend à Madrid pour  intégrer le noviciat de la Communauté de l'Ordre de Saint Augustin de L'Escurial, tout en suivant les études de philosophie scolastique dans la maison de Leganés récemment instaurée. En 1932 il se rend au Monastère de Saint-Laurent del Escorial pour suivre des études de théologie jusqu'en 1936, suivant en parallèle des études de musique : solfège, piano et harmonie avec les pères Juan Múgica, Pedro de la Varga et Eusebio Arámburu.
En 1936 il termine son noviciat et prononce les vœux solennels le 27 septembre 1939. Pendant les années de la Guerre Civile, il est incarcéré à Madrid avec les moines de sa communauté puis transféré à la prison d'Alicante jusqu'à sa libération.

### Sacerdoce et études
Samuel Rubio est ordonné prêtre le 14 février 1940, tout en demeurant au Monastère de l'Escurial en tant qu'organiste chargé de la basilique. En janvier 1943, il succède au père Arámburu comme maître de chapelle, conservant son poste d'organiste avec Paulino Ortiz de Jócano jusqu'en 1959.
En 1940 il s'inscrit à l'Institut pontifical de musique sacrée de Rome, commençant sa véritable époque d'or comme musicologue. Il étudie l'harmonie et la composition avec Benito García de la Parra, ainsi qu'avec Francisco Fúster et le père Nemesio Otaño. Il commence  son étude formelle de l'orgue avec Bernardo Gabiola, qu'il poursuit avec Ramón González de Amezúa. Il centre ses études sur l'apprentissage et le perfectionnement du chant grégorien avec des maîtres tels que María Sunyol, David Pujol et Ildefonso Pinell au monastère bénédictin de Montserrat, Barcelone, Germán Pré à Saint-Dominique de Silos, Burgos, puis la paléographie musicale avec Dom Gajard et Eugène Cardine à Solesmes, en France. En 1942 paraît sa première transcription, qui sera suivie de plusieurs autres, un motet de Fray  Pedro de Tafalla (ca).
Il commence également ses collaborations avec l'École Supérieure de Musique Sacrée dirigée alors par le père Tomas de Manzárraga, avec d'excellents résultats dans le milieu musical national.
En 1950, il commence à étudier formellement la musicologie à Ratisbonne (Allemagne) avec Ferdinand Haberl (en), puis termine ses études à Rome, obtenant la licence de chant grégorien, avec la qualification Magna cum laude probatus pour sa thèse Melodías gregorianas en los Libros Corales.
Le 18 février 1967, il devient docteur en musique sacrée (Section de musicologie) par l'institut de Rome avec la mention Summa cum laude probatus pour sa thèse Técnica, estilo y expresión de la polifonía de Cristobal de Morales sous la direction de Monseñor Anglés.

### Années de plénitude musicologique et dernières années
En 1969 il fonde et  dirige le Collège Majeur Universitaire Elías Ahúja à Madrid, jusqu'en 1971. Il revient à nouveau à L'Escurial jusqu'à ce qu'il soit nommé professeur intérimaire de musicologie et chant grégorien au Conservatoire royal supérieur de musique de Madrid l'année suivante. En 1975 il commence sa résidence au Collège majeur Universitaire Mendel, et effectue nombre de publications, voyages et infatigables collaborations avec différents établissements : Université du Mexique, Conservatoire de Pampelune, Université de Salamanque, Saint-Sébastien, Bilbao, Cuenca, entre autres.
En 1977 se crée la Société Espagnole de Musicologie (SEdeM) dont il est élu président lors de la première Assemblée générale. Réélu plusieurs fois de suite pour cette charge, il déploie une grande activité tant au niveau national qu'au niveau international. Puis en 1978, il est élu président de la Société pour la Défense et la Promotion de l'Orgue espagnol. En 1979, il organise le premier congrès de musicologie à Saragosse, la deuxième semaine de septembre. En mai 1980, il est nommé professeur extraordinaire du Conservatoire royal supérieur de musique de Madrid à l'unanimité, de l'Académie royale des beaux-arts Saint-Ferdinand et du Conseil d'Éducation de la Communauté de Madrid.
Le 5 juillet 1981 il reçoit la Médaille d'or du mérite des beaux-arts du roi Juan Carlos Ier.
Samuel Rubio meurt à Madrid le 15 mars 1986, laissant un legs musicologique de valeur.

## Legs et œuvre
Samuel Rubio a été distingué dans le milieu musicologique en deux champs concrets : d'une part, l'étude de la polyphonie classique et plus concrètement celle du XVIe siècle, et d'autre part l'étude des œuvres du Padre Antonio Soler et de l'histoire musicale de L'Escurial.

### Polyphonie classique
En 1956 il publie au sein de son livre La cuidad de Dios du Monastère de L'Escurial un traité dénommé La polifonía classica. Il constitue une étude sur la notation polyphonique au XVIe siècle, les formes musicales ainsi que l'interprétation des œuvres originaires de la dite époque. Traduit en plusieurs langues, l'ouvrage fait partie de la bibliographie indispensable pour l'étude de la musique de la Renaissance.
De même, sa thèse est considérée comme une œuvre maîtresse de la musicologie espagnole : commençant par un chapitre consacré à la bibliographie, elle analyse dans la première partie les mélodies de Cristobal de Morales, depuis les intervalles jusqu'aux divers procédés d'ornementation mélodiques, pour terminer ensuite dans une analyse des formes et principes esthétiques, tout en signalant une série de règles pour l'analyse stylistique en musicologie.
Son étude sur l'œuvre et la figure du compositeur Tomás Luis de Victoria est également un ouvrage qui concerne l'étude de polyphonie classique. En 1949 il centre  déjà ses études sur ce musicien auquel il accorde avec certitude l'attribution du motet O doctor optime du manuscrit nº 682 de la Bibliothèque nationale de Catalogne à Barcelone. Avec la publication en 1964 de tous ses motets (Quatre tomes, Union Musicale Espagnole), suivent de nombreux articles ainsi qu'une tentative infructueuse de publier et éditer l'Opera Omnia du compositeur d'Avila. Ce projet n'étant pas possible, il convient de mentionner cependant  une de ses publications les plus fameuses : l'édition annotée de l' Officium Hebdomadæ Sanctæ. Il comprend une introduction extensive ainsi que la  biographie et bibliographie complètes de Victoria suivies d'une étude historique, formelle et stylistique de son œuvre, toujours en réalisant comparaisons et recoupements entre les versions imprimées et le manuscrit 186 qui se trouve à la Chapelle Sixtine du Palais Apostolique du Vatican.
Se distinguent également ses études sur trois compositeurs espagnols : la publication de Opera Omnia de Juan de Anchieta, une édition critique de l'œuvre d'un compositeur pratiquement méconnu à travers une étude approfondie des sources, des œuvres et de la technique ; une longue étude sur Juan Navarro Hispalensis (es) secondée par une transcription d'une grande partie de ses œuvres ; et l'Agenda Defunctorum de Juan  Vázquez (es).
Suivent ses deux publications anthologiques importantes : l’Antologia Polifónica Sacra, en deux tomes (1954 et 1956) avec une grande abondance de matériel inédit, notamment la publication du motet de Victoria, Ego sum pañis vivus ; et Polifonía Espanola, similaire à la précédente mais à la différence que toute la musique comprise est en langue castillane.
Il a également consacré une partie de son étude à la redécouverte de la musique ancienne pour orgue. Dans cette catégorie figurent ses deux œuvres principales : Antologia de organistas classicos des ss. XVI et XVII et Organistas de la Real Capilla (s. XVIII).
Enfin, il convient d'ajouter le nombre de publications, études et essais parus en diverses revues, notamment celle particulièrement connue du Tesoro Sacro Musical avec son supplément. Ainsi, les nombreuses transcriptions publiées dans « Tesoro Sacro Musical » et dans « Suplemento Polifónico » comprennent des œuvres des auteurs suivants : Pedro de Tafalla (ca), Manuel de León, Juan de Torres, Francisco Guerrero, Tomás Luis de Victoria, Juan Navarro, Palestrina, Juan Esquivel Barahona (en), Fray Martín de Villanueva, Cristobal de Morales, Antonio de Cabezón, Diego Torrijos, Fray Cristóbal de San Jerónimo, Sebastián Aguilera d'Heredia, José Lidón (en), Pablo Bruna, José Jiménez, José Perandreu, Antonio Soler, parmi beaucoup d'œuvres anonymes.

### La musique de l'Escurial: le père Antonio Soler
La musique du Royal Monastère de Saint-Laurent del Escorial a été le domaine dans lequel Rubio s'est particulièrement investi, en dehors de  l'étude de la polyphonie classique, déjà abordée. Si bien que sa première étude publiée a traité de fray Manuel de León, un musicien de l'Ordre de Saint-Jérôme de l' Escurial.
Sans doute l'apogée de cette étude est l'extraordinaire catalogue des archives de musique du Monastère de Saint-Laurent del Escorial, réalisé en 1976 sur l'intégralité des musiques comprises entre les murs du monastère. À cela suivent d'autres publications très nombreuses sur divers musiciens et moines de l'Escurial, son traité se terminant par cet aparté des grandes œuvres de La Capilla de musica, ses études sur les grands orgues, les livres de chœur, ainsi qu'une de ses dernières publications, Las mélodias gregorianas de los libros corales del Monasterio de San Lorenzo del Escorial.
Cependant, les études les plus longues, approfondies et complexes sur un musicien concernent le compositeur Antonio Soler qui, interprété et étudié depuis son époque, trouve en Samuel Rubio le musicologue qui l'a véritablement hissé au rang musical international.
En 1944, le P. Rubio publie sa première étude sur le Padre Soler, avec une transcription du motet à quatre voix mixtes, Confitebor tibi, Domine. En 1957  suit le monumental travail de publication de l'Union musicale espagnole de la collection complète de sonates du compositeur, dans une édition critique qui, en douze volumes, comprend les 120 sonatas desquelles seulement une minime partie a été publiée auparavant.
En 1968 il publie les Six concerts à deux orgues (déjà publiés antérieurement par Santiago Kastner), vraisemblablement les œuvres les plus fameuses du Padre Soler, joint au célèbre fandango, dont l'attribution à Soler est mise en doute par le propre Samuel Rubio.

## Publications

### Ouvrages et éditions
- In XVI centenario nativitatis Sancti Patris Augustini: XXIV cantica sacra in honorem S.P. Augustini ex auctoribus antiquis et hodiernis (Bilbao, 1954)
- La polifonía clásica (El Escorial, 1956 ; trad. anglaise, 1972)
- Cristóbal de Morales, estudio crítico de su polifonía (thèse, Pontificio Istituto di Musica Sacra, Rome, 1967; El Escorial, 1969)
- Catálogo del archivo de música del monasterio de San Lorenzo el Real de El Escorial (Cuenca, 1976–1982)
- Forma del villancico polifónico desde el siglo XV hasta el XVIII (Cuenca, 1979)
- Antonio Soler, catálogo crítico (Madrid, 1980)
- Antonio Soler, Sonatas, para instrumentos de tecla (Madrid, 1952–1972) ; Seis conciertos, para dos órganos (Madrid, 1968); Siete villancicos de Navidad (Cuenca, 1979)
- Antología polifónica sacra (Madrid, 1954–1956)
- Canciones espirituales polifónicas, Polifonía española (Madrid, 1955–1956)
- Organistas de la Real Capilla, i: Siglo XVIII (Madrid, 1973) [works of José Lidón, Félix Máximo López, Joaquín Oxinaga and Juan de Sessé]
- Agenda defunctorum de Juan Vázquez (Madrid, 1975)
- Tomás Luis de Victoria, Officium hebdomadæ sanctæ, estudio y edición crítica por Samuel Rubio, préambulo de Antonio Iglesias, 337 p. en un tome, Ediciones del Instituto de Música Religiosa, (Cuenca, 1977)[6].
- Juan Navarro : Psalmi, hymni, Magnificat … ac antiphonae B. Virginis (El Escorial, 1978)
- Libro de música practica de Francisco Tovar (Madrid, 1978)
- Juan de Anchieta: Opera omnia, Coleccion Guipuzcoa, xii (San Sebastián, 1980)
- Tomás Luis de Victoria, Officium Defunctorum a seis voces, Estudio y transcripción, tome II, (Caja de Ahorros de Ávila, 2000)  (ISBN 978-84-930-203-8-5), 103 p. [partition en ligne]édition critique selon la publication originale conservée au musée de la cathédrale de Segorbe ; il s'agit de l'édition posthume de Samuel Rubio († 1986)[7], ancien président de la Société espagnole de musicologie et professeur de conservatoire de Madrid[8].

### Articles
- « Estudios sobre polifonía española del siglo XVI y principios del XVII », TSM, xxx (1947), 29, 45, 53, 61, 81 ; xxxi (1948), 9, 41; xxxii (1949), 2.
- « Una obra inédita y desconocida de Tomás Luis de Victoria, el motete “O doctor optime … beate Augustine”, a cuatro voces mixtas », La Ciudad de Dios, no 161 (1949), p. 525–559.
- « El archivo de música de la catedral de Plasencia », AnM, v (1950), p. 147–168
- « Historia de las reediciones de los motetes de T.L. de Victoria y significado de las variantes introducidas en ellas », La Ciudad de Dios, no 162 (1950), p. 313–351.
- « La capilla de música del monasterio de El Escorial », La Ciudad de Dios, no 163 (1951), p. 59–118
- « A los trescientos cincuenta años de la muerte de Tomás Luis de Victoria », La Ciudad de Dios, no 174 (1961), p. 693–727.
- « Los órganos del monasterio del Escorial », La Ciudad de Dios, no 178 (1965), p. 464–490.
- « Las glosas de Antonio de Cabezón y de otros autores sobre el “Pange lingua” de Juan de Urreda », AnM, xxi (1966), p. 45–59.
- « Los jerónimos de El Escorial, el canto gregoriano y la liturgia », TSM, lii (1969), p. 225–231.
- « Las melodías de los “libros corales” del Monasterio del Escorial », TSM, liii (1970), p. 35–42
- « La música de tecla en el Renacimiento », dans E. Casares, La música en el Renacimiento, Oviedo, 1975, p. 73–81.